# Альби-1
Альби́-1 (фр. Albi-1) — кантон во Франции, находится в регионе Юг-Пиренеи, департамент Тарн. Входит в состав округа Альби.
Код INSEE кантона — 8101. В состав кантона входит часть коммуны Альби.
Кантон был создан в марте 2015 года.

## История
Новая норма административного деления, созданная декретом от 17 февраля 2014 года, вступила в силу на первых региональных (территориальных) выборах (новый тип выборов во Франции). Таким образом, единые территориальные выборы заменяют два вида голосования, существовавших до сих пор: региональные выборы и кантональные выборы (выборы генеральных советников). Первые выборы такого типа, на которых избирают одновременно и региональных советников (членов парламентов французских регионов), и генеральных советников (членов парламентов французских департаментов), состоялись в два тура 22 и 29 марта 2015 года. Эта дата официально считается датой создания новых кантонов и упразднения части старых. Начиная с этих выборов, советники избираются по смешанной системе (мажоритарной и пропорциональной). Избиратели каждого кантона выбирают Совет департамента (новое название генерального Совета): двух советников разного пола. Этот новый механизм голосования потребовал перераспределения коммун по кантонам, количество которых в департаменте уменьшилось вдвое с округлением итоговой величины вверх до нечётного числа в соответствии с условиями минимального порога, определённого статьёй 4 закона от 17 мая 2013 года.

## Население
Население кантона на 2015 год составляло … человек.